# Rhus coriaria
Rhus coriaria, conocida popularmente como rus, es una especie de Rhus que se emplea principalmente en el curtido de cuero; su nombre científico en latín lo indica: coriarii (curtir). Es originaria del sur de Europa.  En España suele denominarse zumaque.

## Características
Es un arbusto que suele crecer por encima de 1 m de altura (llegando en ocasiones a tres), posee hojas muy verdes con tacto suave que producen un aceite llamado urushiol que no es venenoso pero que al contacto con la piel genera una reacción alérgica generando sarpullido, el cual aparece de 24 a 48 horas después del contacto. Las flores crecen en forma de ramilletes y poseen un color amarillo verdoso (despiden un ligero olor a madreselva), el fruto es del tamaño de un guisante de color pardo-rojizo.

## Cultivo

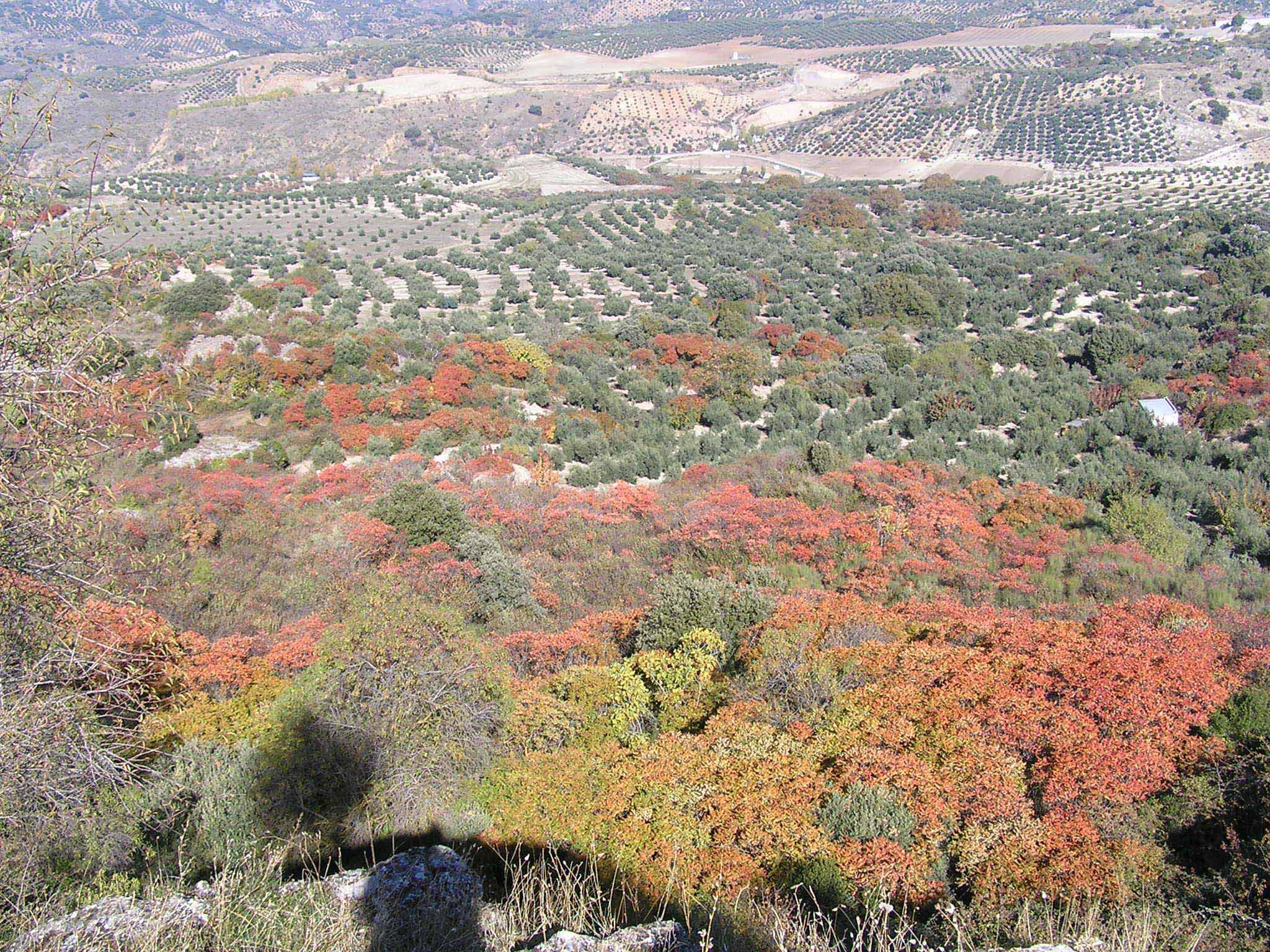
Cultivo de Rhus coriaria.

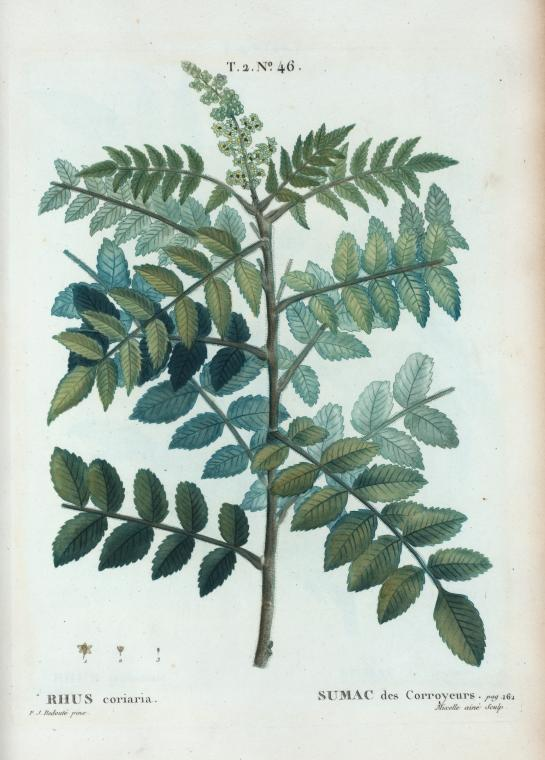
Ilustración

Hoy en día se cultiva en el sur de Italia, así como Sicilia y todo el Oriente Medio. Se recoge generalmente a finales de verano (incluso otoño) cuando la fruta de la planta empieza a enrojecer. Los conjuntos de arbustos encontrados espontáneamente por el campo (generalmente en ribazos o laderas) suelen ser cultivos de antaño dedicados al curtido del cuero que se han asilvestrado.

## Usos

### Culinarios
Aunque el fruto inmaduro de la planta consumido en ciertas cantidades puede ser tóxico, por el contrario, el fruto maduro de esta especie de Rhus es conocido desde la época de los romanos como un acidulante sustitutivo del limón o el vinagre. Es posible que se empleara en vinagretas. 
Hoy en día se emplea seco (a menudo junto con granos de sal) en las cocinas libanesa y siria como un condimento característico del pescado; los iraquíes y turcos (por ejemplo en el lahmacun), en ensaladas, y los iraníes en las brochetas de carne. Si se vierte sobre arroz proporciona un color rojizo. Es uno de los ingredientes de la mezcla de especias denominada zahtar; se utiliza también en la mezcla egipcia denominada dukkah.

### Industriales

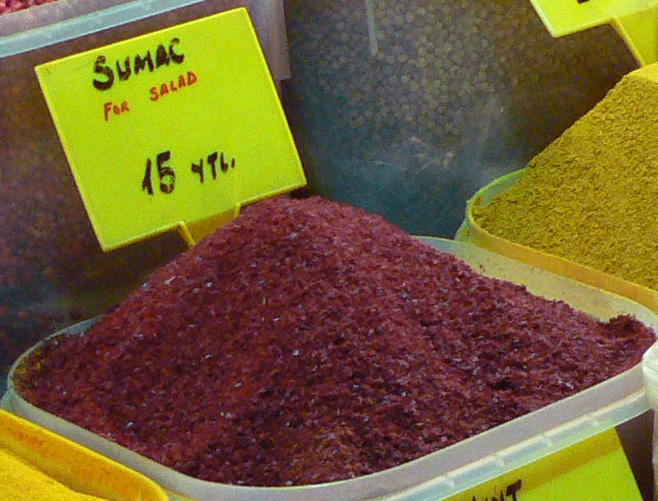
Sumac en polvo.

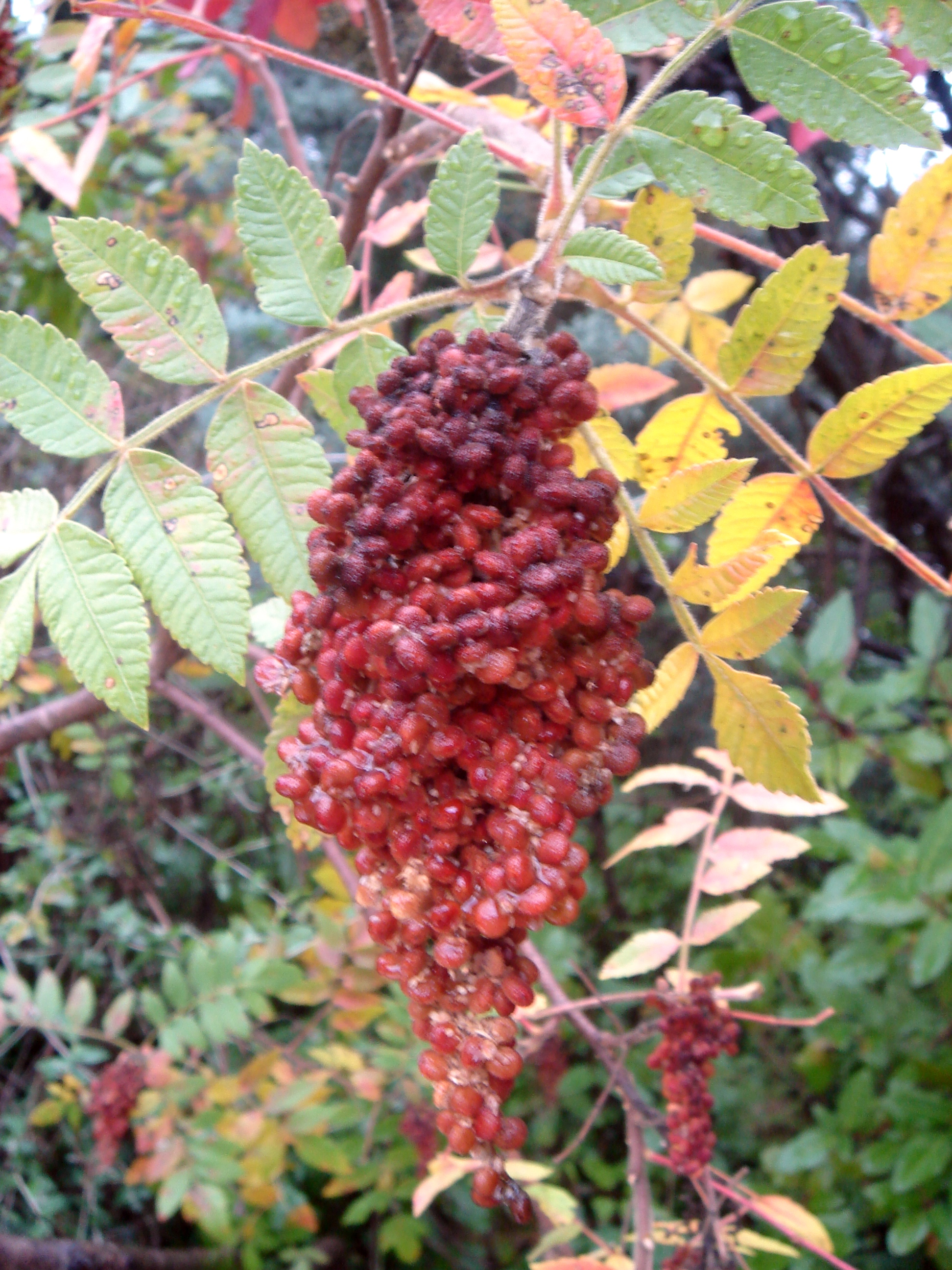
Frutos

Uno de los principales usos de Rhus coriaria es en el empleo en el curtido de cuero debido a su alto contenido de tanino (13 % y 28 %), se emplea desde muy antiguo en los países de la zona mediterránea; es muy empleada en Marruecos. Suele emplearse molido y proporciona al cuero un olor agradable a té, su empleo hace al cuero resistente a la luz, debido en parte a las propiedades antioxidantes del ácido gálico que posee en fruto. Hoy en día es un producto que puede comprarse comercializado.
En algunas ocasiones se suele emplear como mordiente para fijar colores en el cuero, mejora algunos colores.

## Taxonomía
Rhus coriaria fue descrita por Carlos Linneo y publicado en Species Plantarum 1: 265. 1753.
Etimología
Rhus: nombre genérico que deriva de la palabra griega para "rojo", una alusión a los llamativos colores de otoño de algunas especies.
coriaria: epíteto latino que significa "como cuero".
Sinonimia
- Rhus sumac O.Targ.Tozz.
- Toxicodendron coriaria (L.) Kuntze
- Rhus amoena Salisb.[7]

## Nombre común
Adurión, aldebajín, palillo, piñas, rus, sumac, sumagre, sumaque, sus, tano, zumaque, zumaque de tenería, zumaquera.